# 中谷昌文
中谷昌文 (なかたに よしふみ、1967年04月23日 - )　は日本の実業家。社会貢献活動家。広島県出身。

## 人物
伝説の熱血教師「なかよし先生」の愛称で知られる。広島県広陵高校出身。当時はバスケットボール部主将として活躍、３年間無遅刻無欠席で総代として卒業した。その後、広陵高校の保健体育教師とＯＢ、恩師の関係で体育の名門である中京大学体育学部に進学する。４年間体育会バスケ部にて活躍し、全日本学生選手権大会、天皇杯・皇后杯全日本バスケットボール選手権大会に出場する。幼少期の熱血先生に憧れ、元中学・高校の保健体育教師、大学講師。国際ビジネスホールディングスグループ創立者、国際ビジネス大学校理事長、特定非営利活動法人国際ビジネスコンサルティング協会理事長、志魂塾発起人。一般社団法人国際総合スポーツ機構代表理事など、7団体の理事。
2004年、志魂塾を立ち上げ、若手起業家が有名実業家から学ぶ場を提供。11年、国際ビジネス大学校を創立し、若手起業家の育成に注力。NPO法人や一般社団法人を立ち上げ、営利目的だけでなく「社会に貢献できるビジネスモデル」を国内外に発信している。
また、東京ディズニーリゾートに難病の子どもを招待する活動を現在までに25年以上続ける傍ら、1999年に親のいない子どもにランドセルをプレゼントしたことをきっかけに、施設にランドセルを届ける活動を行なっている。メーカーのサポートや多くの賛同者に協力してもらい、これまでに子どもたちに届けた数は、中古のランドセル10万個と新品1000個以上。
2017年11月3日、長年にわたるスポーツ指導の実績と難病の子どもの支援活動が認められ、東久邇宮文化褒賞を受賞。
2018年4月18日、児童施設にランドセルを届ける活動を認められ、東久邇宮記念賞を受賞。
世界に愛と勇気を届けるため、「終身現役・年中無休」の精神で1日1日、与えられた命をフル活用している。

## 著書
- 『ビル・ゲイツの幸せになる質問 もしも1日200円しか使えなかったら?』(2019年7月14日発売、日本実業出版社、ISBN 9784534057044）
- 『社長の失敗―――は、蜜の味Ⅳ』(著作者の一人として共著、2020年8月31日発売、日本ベンチャー大學パブリッシング、ISBN 9784434279379)
- 『ランドセルが教えてくれたこと: 世界一やさしい社会貢献の教科書』(2022年2月26日発売、主婦の友社、ISBN 9784074496686)
- 『なぜ大富豪のサイフは空っぽなのか? 』(2022年5月2日発売、ビジネス社、ISBN 978-4828423982)
- 『全図解　中小企業のためのSDGｓ導入・実践マニュアル』(2022年12月16日発売、本実業出版社、ISBN 4534059604、978-4534059604)
- 『マンガでわかる マイケル・ジョーダン成功の法則――人生は最後の0.1秒まであきらめてはいけない。』(2023年8月28日発売、自由国民社、ISBN 4426129168、978-4426129163)

## メディア出演

### テレビ番組
- じっくり聞いタロウ～スター近況(秘)報告～　（2020年5月28日、テレビ東京）
- HISTORY　(TOKYO MX、ナビゲーター:藤井サチ)

### ラジオ番組
- アイタイ・アイタイ　（2020年4月 - 2022年4月、FMヨコハマ、パーソナリティ:清水 国明）(2020年4月より準レギュラー、2020年10月よりレギュラー)
- 中谷よしふみペイフォワード社会貢献マニュアル　(2022年4月 - 、FMヨコハマ、レギュラー)
- 鳥羽明美のミラクル☆クルクル(2019年12月4日 - 、渋谷クロスFM）(2019年12月より準レギュラー)
- ペイフォワード～社会貢献マニュアル (2023年1月27日-、ＦＭヨコハマ、レギュラー)

### Webメディア
- 覚悟の瞬間(とき)

## 音楽作品
| # | 作品名             | 発売日     |
| - | ------------------ | ---------- |
| 1 | タイガーマスク     | 2020/4/23  |
| 2 | みなし児のバラード | 2020/4/23  |
| 3 | なかよしランドセル | 2020/11/25 |
| 4 | ペイフォワード     | 2023/1/1   |